# Symboly Středočeského kraje

Znak Středočeského kraje

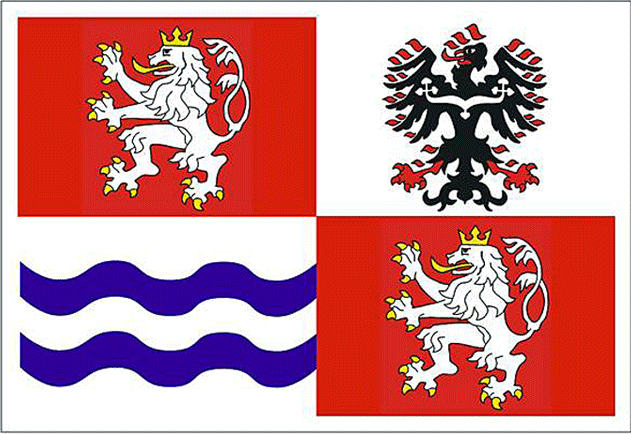
Vlajka Středočeského kraje
Poměr stran: 2:3

Logo Středočeského kraje

Symboly Středočeského kraje jsou znak, vlajka a logo. Znak a vlajku udělil kraji usnesením č. 97 ze dne 22. listopadu 2001 předseda Poslanecké sněmovny Parlamentu České republiky Václav Klaus. Logo, které ale není oficiálním symbolem, bylo schváleno Radou Středočeského kraje v roce ?.[ujasnit]

## Popis symbolů

### Znak
Oficiální popis: „Červeno-stříbrně čtvrcený štít, v prvním a čtvrtém poli český lev, ve druhém poli černá plamenná orlice s červenou zbrojí a stříbrným perizoniem, ve třetím poli dvě vlnitá modrá břevna.“

### Vlajka
Vlajka kraje je heraldická, tzn. odvozená z krajského znaku prostým přepisem na list o poměru stran 2:3.
Oficiální popis: „Červeno-bíle čtvrcený list, v horním žerďovém a dolním vlajícím poli český lev, v dolním žerďovém poli dva vlnité modré pruhy, v horním vlajícím poli černá plamenná orlice s červenou zbrojí a bílým perizoniem.“

### Logo
Logo Středočeského kraje je tvořeno názvem správního celku v písmu bezserifové lineární antikvy FF Meta v horizontální, červeno-modré ploše. Návrh loga i vizuálního stylu zpracoval Michal Kopecký.

## Symbolika
První a čtvrté pole znaku a vlajky zaujímá historický znak Čech, na jehož historickém území se kraj rozkládá. Svatováclavská (plamenná) orlice je dynastickým znakem Přemyslovců. Při schvalování však zazněly námitky, že tato figura byla v době německé okupace za II. světové války symbolem kolaborace s nacismem. Dvě modrá, vlnitá břevna ve třetím poli symbolizují dvě největší české řeky (Labe a Vltavu), které krajem protékají.

## Historie

### Historie znaku a vlajky

Znak Středočeského kraje. Lev a orlice ve stylu Jiřího Loudy

Po vzniku krajů v dnešní podobě (s účinností od 1. ledna 2001) byl Radou kraje již 8. ledna zaúkolován zástupce hejtmana Antonín Podzimek, aby předložil návrh postupu. Postup zajištění symbolů kraje byl Radou 15. ledna schválen a byla jmenována zvláštní komise (hejtman Petr Bendl, jeho zástupce Antonín Podzimek a zastupitel Mojmír Chromý). Tato komise vybrala ze tří návrhů dílo heraldika Milana Bubna, a to bylo 5. února 2001 Radou kraje schváleno a doporučeno Zastupitelstvu Středočeského kraje ke schválení. Znak tvořil modrý štít se stříbrným ondřejským křížem, uprostřed byl zemský znak Čech (malý státní znak). Vlajka vycházela ze znaku, kříž byl červeně lemovaný. Zastupitelstvo kraje po konzultacích s podvýborem pro heraldiku a vexilologii 20. března 2001 návrh neschválilo, pro nerespektování metodických pokynů pro tvorbu krajských symbolů a možnost záměny vlajky se skotskou vlajkou.
Po diskuzích v tisku, nových návrzích a politicky motivovaných názorech projednávalo 18. září 2001 Zastupitelstvo Středočeského kraje dva návrhy p. Vodrážky:[kdo?]
- 1. návrh tvořil čtvrcený znak s českým lvem v 1. a 4. poli a se svatováclavskou orlicí v poli 2. a 3.
- 2. návrh byl shodný s prvním, pouze ve třetím, stříbrném poli byla dvě modrá vlnitá břevna.

Vybrán byl 2. návrh (38 pro, 15 proti a 7 se zdrželo), argumentem pro tento návrh byla možná záměna 1. návrhu s českým státním znakem při černobílém vyobrazení např. na razítkách. 31. října 2001 projednal návrh i podvýbor pro heraldiku a vexilologii.
Usnesením č. 283/2001 ze dne 14. listopadu doporučil výbor pro vědu, vzdělání, mládež a tělovýchovu udělení znaku a praporu. Rozhodnutím č. 97 ze dne 22. listopadu 2001 udělil kraji symboly předseda Poslanecké sněmovny Václav Klaus. Slavnostní předání dekretu do rukou hejtmana Středočeského kraje Petra Bendla proběhlo v místnosti státních aktů Poslanecké sněmovny dne 21. ledna 2002.
6. prosince 2001 schválilo zastupitelstvo na návrh Rady kraje obecně závaznou vyhlášku č. 1/2001 O symbolech kraje a jejich užívání.

Český lev
Plamenná orlice

### Historie loga
Písmo loga navrhl Erik Spiekermann v roce 1994.